# IC 2912
IC 2912 ist eine Spiralgalaxie vom Hubble-Typ S im Sternbild Löwe an der Ekliptik. Sie ist schätzungsweise 1,2 Mia. Lichtjahre von der Milchstraße entfernt und hat einen Durchmesser von etwa 170.000 Lichtjahren. 

Im selben Himmelsareal befinden sich u. a. die Galaxien IC 2886, IC 2896, IC 2909, IC 2929.
Das Objekt wurde am 27. März 1906 von Max Wolf entdeckt.